# Phratora atrovirens
Phratora atrovirens là một loài bọ cánh cứng trong họ Chrysomelidae. Loài này được Cornelius miêu tả khoa học năm 1857.